# Championnat de Saint-Christophe-et-Niévès de football 2004-2005
Navigation
Saison précédente Saison suivante
La saison 2004-2005 du Championnat de Saint-Christophe-et-Niévès de football est la quarante-deuxième édition de la Premier League, le championnat de première division à Saint-Christophe-et-Niévès. Les sept formations de l'élite sont réunies au sein d'une poule unique où elles s'affrontent deux fois au cours de la saison. À l'issue du championnat, les quatre premiers se qualifient pour la phase finale tandis que le dernier du classement est relégué en Second Division et que l'avant-dernier dispute un barrage de promotion-relégation. Lors de la phase finale, les quatre clubs qualifiés s'affrontent une fois puis les deux premiers jouent la finale pour le titre, en deux matchs gagnants.
C'est le club de Village Superstars qui remporte la compétition cette saison après avoir battu St Peter's FC lors de la finale nationale. Il s’agit du cinquième titre de champion de Saint-Christophe-et-Niévès de l'histoire du club.

## Les clubs participants
- Village Superstars
- Garden Hotspurs
- Old Road FC - Promu de Second Division
- Strikers FC
- St Peter's FC
- Newtown United
- St. Paul's United FC

## Compétition
Le barème de points servant à établir le classement se décompose ainsi :
- Victoire : 3 points
- Match nul : 1 point
- Défaite : 0 point

### Phase régulière
| Rang | Équipe               | Pts | J  | G | N | P | Bp | Bc | Diff |
| ---- | -------------------- | --- | -- | - | - | - | -- | -- | ---- |
| 1    | Village Superstars   | 23  | 12 | 7 | 2 | 3 | 21 | 12 | +9   |
| 2    | Newtown UnitedT      | 22  | 12 | 6 | 4 | 2 | 27 | 10 | +17  |
| 3    | Garden Hotspurs FC   | 18  | 12 | 5 | 3 | 4 | 15 | 11 | +4   |
| 4    | St Peter's FC        | 18  | 12 | 5 | 3 | 4 | 20 | 17 | +3   |
| 5    | St. Paul's United FC | 13  | 12 | 3 | 6 | 3 | 13 | 11 | +2   |
| 6    | Strikers FC          | 12  | 12 | 3 | 3 | 6 | 14 | 28 | -14  |
| 7    | Old Road FCP         | 6   | 12 | 1 | 3 | 8 | 8  | 29 | -21  |

|  | Qualification pour la phase finale               |
|  | Participation au barrage de promotion-relégation |
|  | Relégation en Second Division                    |
|  | T : Tenant du titre P : Promu de Second Division |

### Phase finale
| Rang | Équipe             | Pts | J | G | N | P | Bp | Bc | Diff |
| ---- | ------------------ | --- | - | - | - | - | -- | -- | ---- |
| 1    | Village Superstars | 6   | 3 | 2 | 0 | 1 | 4  | 3  | +1   |
| 2    | St Peter's FC      | 6   | 3 | 2 | 0 | 1 | 4  | 4  | 0    |
| 3    | Garden Hotspurs FC | 3   | 3 | 1 | 0 | 2 | 6  | 5  | +1   |
| 4    | Newtown UnitedT    | 3   | 3 | 1 | 0 | 2 | 3  | 5  | -2   |

|  | Qualification pour la finale |
|  | T : Tenant du titre          |

### Finale nationale
La finale se joue en deux rencontres gagnantes.
| Équipe 1           | Résultat | Équipe 2           |
| ------------------ | -------- | ------------------ |
| St Peter's FC      | -        | Village Superstars |
| Village Superstars | 1 - 0    | St Peter's FC      |
| Village Superstars | 2 - 1    | St Peter's FC      |

- Village Superstars remporte la série deux victoires à une et est sacré champion.

### Barrage de promotion-relégation
Strikers FC, 6e de Premier League, affronte le finaliste de Division One, Caribbean Stars Conaree FC.
| Équipe 1    | Résultat | Équipe 2                        | Aller | Retour |
| ----------- | -------- | ------------------------------- | ----- | ------ |
| Strikers FC | -        | Caribbean Stars Conaree FC (D2) | 2 - 1 | 0 - 1  |

Strikers gagne le match aller 2-1 mais c'est Conaree qui est déclaré vainqueur sur décision de la fédération, car Strikers FC a aligné un joueur suspendu. Conaree FC est promu en première division et prend la place de Strikers FC.

## Bilan de la saison
| Championnat de Saint-Christophe-et-Niévès de football 2004-2005 |                               |
| Champion                                                        | Village Superstars (5e titre) |
| Qualifications continentales                                    |                               |
| CFU Club Championship 2005                                      | Aucun                         |
| Promotions et relégations                                       |                               |
| Promus en Premier League                                        | Cayon Rockets                 |
| Promus en Premier League                                        | Caribbean Stars Conaree FC    |
| Relégués en Second Division                                     | Old Road FC                   |
| Relégués en Second Division                                     | Strikers FC                   |